# Precordio
Il precordio o regione precordiale (dal latino prae- "pre-" e cor, cordis "cuore") è la parte anteriore del torace posteriore allo sterno, in corrispondenza del cuore. Ad oggi, nella letteratura scientifica, si preferisce il lemma "precardio".
Il dolore localizzato alla regione precordiale prende il nome di precordialgia e si manifesta negli accessi di angina pectoris nonché in altri numerosi disturbi funzionali dalla prognosi più benigna.
I precordî erano anche gli organi che circondano il cuore, considerati sede degli affetti, dei sentimenti, della sensibilità. I precordi dei papi, asportati per favorire la conservazione del corpo, sono stati per secoli tumulati nella chiesa dei Santi Vincenzo e Anastasio a Trevi, a Roma. L'usanza fu interrotta da papa Pio X.